# Charles Oberling
Pour les articles homonymes, voir Oberling.
Charles Oberling (Metz, 31 juillet 1895 - Neuilly-sur-Seine, 11 mars 1960) est un médecin et cancérologue français, professeur au Collège de France et le premier doyen de la faculté de médecine de Téhéran. Il est l'auteur de nombreux ouvrages traitant du cancer et de la cancérologie.

## Biographie
Fils d’un employé des chemins de fer, Charles Oberling voit le jour le 31 juillet 1895, à Metz, une ville de garnison animée d'Alsace-Lorraine. Malgré ses nombreux voyages, aux États-Unis, en Iran, en Allemagne et en France, il restera, durant toute sa vie, attaché à sa ville natale, « ville forte par excellence ». Scolarisé en Alsace-Lorraine, il fait naturellement toutes ses études en allemand. En 1913, il poursuit des études de médecine, à Strasbourg, obtenant son doctorat en Médecine en 1919.
Ayant opté pour la nationalité française, Oberling est admis comme interne à l'université de Strasbourg et devient l'assistant du professeur Pierre Masson. Il travaille à l'Institut d'Anatomie pathologique jusqu'en 1926. En 1928, Charles Oberling obtient une chaire d'Histologie, Embryologie et anatomie pathologique à la Faculté de médecine de Paris. Il oriente ses recherches sur les tumeurs du système nerveux et des méninges. De retour à Strasbourg en 1936, il dirige l'Institut de Bactériologie.
Lors de la Seconde Guerre mondiale, l'université de Strasbourg est délocalisée. Fin 1939, sur proposition des autorités françaises, Charles Oberling devient conseiller pour l'hygiène auprès du gouvernement iranien. Élu doyen de la Faculté de médecine de Téhéran peu après, il réorganise l'université et les études. De 1942 à 1944, il travaille comme pathologiste à l’hôpital de Cooperstown aux États-Unis, publiant alors The Riddle of cancer, puis il retourne à Téhéran.
En 1948, le professeur Oberling revient en France pour diriger un Institut de recherche sur le cancer pour le CNRS. Il obtient une chaire de cancérologie à la Faculté de Paris en 1949, puis une chaire de Médecine expérimentale au Collège de France. Il est élu membre de la section des sciences biologiques de l'Académie nationale de médecine.
Charles Oberling meurt à Neuilly-sur-Seine le 11 mars 1960.

## Décorations
- Officier de la Légion d'honneur
- Officier de l'ordre de la Santé publique (1956)[5]

## Publications scientifiques
Voir également la liste des publications dans les sites idref.fr et bnf.fr.
- Le système réticulo-endothélial, Paris : Masson, 1924.
- La maladie de Gaucher chez le nourrisson, Strasbourg : Imprimerie Alsacienne, 1927.
- Titres et travaux scientifiques du Dr Charles Oberling, Strasbourg : Impr. strasbourgeoise, 1928.
- Sur les troubles circulatoires angioneurotiques du poumon consécutifs à des lésions expérimentales des noyaux gris centraux de l'encéphale, A. Kallo, 1929.
- Les tumeurs des méninges, 1932.
- Précis d'anatomie pathologique, Paris : Masson et Cie, 1933.
- Leucémie et cancer: étude expérimentale, Paris : Masson, 1933-1934.
- Influence de la quinine et de ses dérivés sur la leucémie transmissible des poules, 1934.
- Les modalités de l'action cancérigène du 1-2 benzopyrène, Paris, 1935.
- La production expérimentale de tumeurs hypophysaires chez le rat, 1936.
- Hépatome de la clavicule, Paris: impr. Maretheux, 1936.
- Précis d'anatomie pathologique, Paris : Masson et Cie, 1942.
- Le problème du cancer, Montréal : Ed. de l'Arbre, 1942.
- (en) The riddle of cancer, New Haven : Yale University Press, 1944.
- L'organisation de l'enseignement médical en Iran, Téhéran, 1946.
- Précis d'anatomie pathologique, Paris : Masson et Cie, 1950.
- Leçon inaugurale, Paris, le 17 janvier 1950, Faculté de médecine de Paris, Chaire de carcinologie, Paris : Masson, 1950.
- Le cancer, Paris : Gallimard, coll. «L'avenir de la science», 1954.
- Leçons inaugurales 19-28, 1955-1958, Paris : Collège de France, 1955-1958.
- Leçon inaugurale faite le vendredi 6 janvier 1956, Collège de France, Chaire de médecine expérimentale, Paris : Collège de France, imp. 1956.
- (de)Krebs : das Rätsel seiner Entstehung, Hamburg : Rowohlt, 1959[6].
- Néoplasies et cancers à virus, Paris : A. Legrand, 1961.

En collaboration
- Recherches sur des greffes en série de tumeurs mammaires bénignes chez le rat, M. et P. Guérin;  Paris : Masson, 1934.
- A propos de la transformation sarcomateuse des fibroadénomes mammaires transplantables du rat blanc, M. et P. Guérin, Paris : Masson, 1935.
- Recherches sur l'action cancérigène du 1,2 bensopyrène, par Ch. Oberling, M. et P. Guérin, Paris : Masson, 1936.
- Lipome transformable du rat provenant d'un adénolipome mammaire, M. et P. Guérin, Paris : Masson, 1936.
- Recherches physiologiques sur les levains minéraux à base d'alun, Georges Schaeffer, Georges Fontès, Éliane Le Breton, Charles Oberling, Lucien Thivolle, Vannes : impr. de Lafolye et J. de Lamarzelle, 1928.
- Abcès streptothricosiques du cerveau, par MM. P. Morin et Ch. Oberling, Société française d'imprimerie, 1930.
- Cancer du pancréas, M. Guérin, Paris : Gaston Doin & cie, 1931.
- Les fibro-adénomes mammaires greffables du rat blanc, : nouvelles recherches / par Ch. Oberling, M. Guérin et P. Guérin / Paris : Masson, 1937.
- Précis d'anatomie pathologique, / par Gustave Roussy, Roger Leroux et Charles Oberling / 2e édition / Paris : Masson et Cie, 1942.